# Saqaliba
Saqaliba (árabe: صقالبة, singular Siqlabi) é o termo que designa eslavos, mas que foi aplicado  no mundo medieval árabe e islâmico, particularmente no Norte de África, na Sicília e no Al-Andalus (Península Ibérica islâmica), aos escravos de origem europeia. O termo árabe é um empréstimo do grego bizantino: saqlab, siklab, saqlabi etc. são todos corrupções do grego Sklavinoi para "Eslavo". Os eslavos eram muito procurados como concubinas e escravos militares.
Na Espanha islâmica, ou Alandalus, do século IX aos XII, eunucos eslavos eram tão populares e amplamente difundidos que se tornaram sinônimo de Saqāliba, embora o termo se aplicasse de facto a escravos de variadas origens, como turcos, e outros cativos obtidos em  raides na Espanha cristã.